# Elvin Josué Canales Escoto
Elvin Josué Canales Escoto   (Distrito Central, 5 de setembre de 2001) és un corredor de mitja distància catalano-hondureny.

## Biografia
Nascut a Hondures, els seus pares tenien 17 anys quan ell va néixer. La seva mare treballa com a cuidadora i el seu pare és paleta. Quan tenia tres anys es va traslladar a viure a Girona amb la seva família.

## Trajectòria
L'any 2017 va guanyar el Campionat d'Espanya sub-18 a Getafe tant en la prova de 400 com en la de 800 metres.
En representació d'Hondures va guanyar l'or en els 800 metres i 1500 metres als Campionats Centreamericans d'Atletisme de 2020 a Costa Rica.
El juny de 2024, va córrer 1:44.49 a Guadalajara per complir l'estàndard mínim per als Jocs Olímpics. Aquell mateix mes va rebre l'autorització per representar Espanya. En la seva primera cursa com a espanyol va quedar segon en els 800 metres al Campionat d'Espanya d'Atletisme a La Nucia. Posteriorment va ser seleccionat per als Jocs Olímpics de París de 2024, esdevenint un dels esportistes dels Països Catalans als Jocs Olímpics d'Estiu de 2024. Va ser eliminat en la cursa de repesca dels 800 m.

## Marques personals
| Disciplina     | Marca      | Seu         | Data               |
| -------------- | ---------- | ----------- | ------------------ |
| 800m llisos    | 1:44.49 NR | Guadalajara | 23 de juny de 2024 |
| 4x400m relleus | 3:13.90    | València    | 6 de maig de 2023  |